# Klooster van Tiefenthal
Het Klooster van Tiefenthal (Duits: Kloster Tiefenthal) is een centrum voor vorming en retraite van de Arme Dienstmaagden van Jezus Christus in het bisdom Limburg. Het klooster is gelegen aan de Bundesstraße 260 bij Eltville-Martinsthal in het Rijngouw in Hessen, maar behoort echter tot het stadsdeel Rauenthal.

## Geschiedenis
Het Klooster van Tiefenthal werd in het midden van de 12e eeuw door premonstratenzer nonnen gesticht. Rond het jaar 1237 trad het convent toe tot de orde van Cisterciënzers en vanaf 1242 viel het onder de abt van het klooster Eberbach. Een brand in 1572 verwoestte het klooster, maar het werd in de jaren daarna weer herbouwd. Tijdens de secularisatie werden de gebouwen op 27 januari 1803 onteigend. In het klooster bewaarde men als sinds 1237 als meest waardevol relikwie een boetekleed van de heilige Elisabeth. De schrijn met het gewaad van Sint-Elisabeth werd overgebracht naar de Sint-Martinuskerk te Oberwalluf gebracht, waar het zich ook tegenwoordig nog bevindt.
De geseculariseerde kloostergebouwen deden vanaf 1825 dienst als armenhuis, later ook als bedrijfsgebouw voor verschillende ondernemingen. In 1898 verkregen de zusters van de Arme Dienstmaagden van Jezus Christus (ADJC) de gebouwen in hun bezit.
Kort voor het uitbreken van de Tweede Wereldoorlog werd het klooster opnieuw in beslag genomen. De zusters kregen van de Gestapo 30 minuten tijd om hun zaken te pakken en het klooster te verlaten. In de kloostergebouwen werd een school voor de Bund Deutscher Mädel gehuisvest. In de herfst van 1943 werd de school ontruimd om ruimte te maken voor 250 SS'ers. In het voormalige klooster werd een spionage-afdeling met radiozender ondergebracht. De spionage-afdeling werd echter verraden aan de Amerikanen en op 13 februari 1945 werd het klooster gebombardeerd. De 250 SS'ers werden verrast door deze aanval tijdens een feest in de voormalige kapel en zijn vermoedelijk allemaal om het leven gekomen.
Na de teruggave van de uitgebrande ruïne op 22 augustus 1946 bouwden de zusters onder moeilijke omstandigheden hun klooster weer op. Er verrezen een bejaardenhuis, een huishoudschool, ruimten voor retraites en ontspanning voor de zusters. Sinds 1990 runnen de Arme Dienstmaagden van Jezus Christus er een centrum voor vorming en retraite.
Van het oude klooster van de premonstratenzerinnen bleef niets bewaard. In verschillende musea bevinden zich nog kunstschatten uit de tijd van de cisterciënzerinnen. Bewaard bleven geïllustreerde boeken, borduurwerk en in het Landesmuseum Wiesbaden de Madonna van Tiefenthal uit 1350. Ook bleven nog dikke muren en oude gewelven in de vleugel aan de Schlangenbader Straße bewaard. Bij de heropbouw sinds 1946 werden enkele oude sluitstenen uit het oude klooster opnieuw gebruikt. In de Joris- en Catharinakerk van het naburige Frauenstein bevindt zich sinds 1803  het orgel van de oude kloosterkerk. De hervormde kerk van Wiesbaden kreeg een van de drie klokken.